# Piotr Martyniuk
Piotr Marcin Martyniuk (ur. 11 października 1977 w Hrubieszowie) – polski wojskowy, profesor nauk technicznych, specjalista w zakresie detekcji promieniowania podczerwonego, pracownik naukowy Wojskowej Akademii Technicznej im. Jarosława Dąbrowskiego w Warszawie (WAT).

## Życiorys
Ukończył I Liceum Ogólnokształcące im. Hetmana Jana Zamoyskiego w Zamościu. Studiował na Wydziale Inżynierii Chemii i Fizyki Technicznej Wojskowej Akademii Technicznej na kierunku Fizyka Techniczna. Studia ukończył z wyróżnieniem w 2001 r. otrzymując dyplom magistra inżyniera za pracę pt. „Charakteryzacja struktur epitaksjalnych z HgCdTe stosowanych w konstrukcji detektorów podczerwieni”.
Po ukończeniu studiów w WAT rozpoczął służbę wojskową w 4 Pułku Chemicznym im. Ignacego Mościckiego w Brodnicy. W czasie służby ukończył Defence Language Institute – Lackland AFB, TX i z wyróżnieniem US Army Chemical School w Fort Leonard Wood, MO. W 2005 r. otworzył przewód doktorski na Wydziale Elektroniki i Technik Informacyjnych Politechniki Warszawskiej. Pracę doktorską pod kierownictwem prof. dr. hab. inż. czł. rzecz. PAN Antoniego Rogalskiego „Graniczne parametry detektorów podczerwieni z kwantowymi efektami rozmiarowymi” obronił w 2008 r.
Służbę wojskową i pracę naukową kontynuował w Wojskowej Akademii Technicznej. W 2013 r. został laureatem programu Top 500 Innovators – Stanford University organizowanego przez Ministerstwo Nauki i Szkolnictwa Wyższego. Stopień naukowy doktora habilitowanego otrzymał w 2015 r. w Instytucie Optoelektroniki Wojskowej Akademii Technicznej za cykl publikacyjny pt. „Barierowe detektory podczerwieni jako nowa generacja detektorów HOT” wyróżniony nagrodą Dziekana Wydziału IV Polskiej Akademii Nauk (PAN). Również w 2015 r. został Kierownikiem Zakładu Fizyki Ciała Stałego IFT oraz zastępcą redaktora naczelnego czasopisma Opto-Electronics Review. W 2018 r. został profesorem Wojskowej Akademii Technicznej oraz awansował na stopień pułkownika. W 2021 r. przebywał na stażu naukowym w KIND Lab, Ohio State University w ramach Stypendium Fulbrighta – Senior Award. 
W 2022 r. Prezydent Rzeczypospolitej Polskiej nadał mu tytuł naukowy profesora nauk technicznych.

## Działalność naukowa
Zajmuje się techniką podczerwieni, w szczególności projektowaniem struktur detekcyjnych, technologią wzrostu warstw epitaksjalnych AIIBVI (HgCdTe) i AIIIBV (objętościowych InAsSb i supersieci-II rodzaju InAs/GaSb i InAs/InAsSb), processingiem i charakteryzacją przyrządów aktywnych w tym zakresie promieniowania. Jest autorem ponad 180 recenzowanych artykułów naukowych: ORCID, Google Scholar. Został skwalifikowany w rankingu Uniwersytetu Stanforda i wydawnictwa Elsevier obejmującym najbardziej wpływowych 2% naukowców na świecie (TOP 2%) opublikowanym w magazynie PLOS Biology (2021) oraz został wymieniony w rankingu AD Scientific Index 2023.
W trakcie swojej kariery naukowej pełnił funkcję kierownika projektów krajowych i międzynarodowych finansowanych przez Narodowe Centrum Nauki, Narodowe Centrum Badań i Rozwoju. Jako pracownik naukowy WAT ściśle współpracuje z firmą zaawansowanych technologii VIGO Photonics SA. Jest członkiem komitetów naukowych konferencji: QSIP – Quantum Structure Infrared Photoetectors, NUSOD – Numerical Simulation of Optoelectronic Devices, KKE – Krajowa Konferencja Elektroniki. Pełni funkcję zastępcy Redaktora Naczelnego pisma naukowego Opto-Electronics Review.

## Nagrody i wyróżnienia
- Nagroda Naukowa Wydziału IV Nauk Technicznych PAN w 2016 r. za jednotematyczny cykl publikacji w ramach procedury habilitacyjnej pod zbiorczym tytułem: „Barierowe detektory podczerwieni jako nowa generacja detektorów HOT”[7].
- zespołowa Nagroda I stopnia w kategorii za najlepszą pracę naukową lub rozwojową za pracę pt. „Detektory HOT o krótkiej stałej czasowej” – V Konkurs na najlepszą pracę naukową i wdrożenie z obszaru obronności w 2017 r.[26][27]